# Credit Suisse
Tập đoàn Credit Suisse Group AG (SIX: CSGN, NYSE: CS) là một ngân hàng chuyên cung cấp các dịch vụ tài chính, trụ sở tại Zürich, Thụy Sĩ.
Credit Suisse được thành lập bởi Alfred Escher vào năm 1856 dưới tênSchweizerische Kreditanstalt (SKA, Tổ chức tín dụng Thụy Sĩ). Ngân hàng hoạt động trên 3 lĩnh vực, Ngân hàng Đầu tư, nghiệp vụ ngân hàng tư nhân, và Quản lý tài sản., trong đó có Shared Services bao gồm các chức năng như IT, tiếp thị và pháp lý / tuân thủ, bao gồm cả ba lĩnh vực.
Credit Suisse được xem là một trong những ngân hàng đầu tư uy tín nhất. Công ty đứng vững trong suốt cuộc khủng hoảng tài chính gần đây cho quản lý rủi ro thận trọng và chiến lược phân bổ vốn. Nó càng uy tín là một trong những số ít các ngân hàng quốc tế lớn đến thời tiết các cuộc khủng hoảng mà không cần bất kỳ sự hỗ trợ của chính phủ. Trong năm 2009, Credit Suisse đã được công nhận là "Ngân hàng của năm" do tài chính quốc tế đánh giá. 
Trong năm 1943, CS đã mở chi nhánh đầu tiên của bên ngoài của Thụy Sĩ, ở Thành phố New York. Năm 1988, công ty này đã đạt được một số lượng cổ phần kiểm soát trong The First Boston, vì thế mà có tên khá dài thời gian của lĩnh vực ngân hàng đầu tư của nó Credit Suisse First Boston. Năm 1993, Credit Suisse Group muaSchweizerische Volksbank (Ngân hàng nhân dân Thụy Sĩ). Năm 1996, hai ngân hàng bán lẻ đã được sáp nhập và đổi tên thànhCredit Suisse. Năm 2000, nó mua lại [đầu tư [ngân hàng]] Donaldson, Lufkin & Jenrette (DLJ) và, với nó, một [[thương mại điện tử] danh mục đầu tư phần mềm], bao gồm cả DLJ trực tiếp, mà nó sau này bán cho Ngân hàng Montreal.

## Cơ cấu
Các Credit Suisse Group có cấu trúc ba lĩnh vực, Ngân hàng Đầu tư, tư nhân Ngân hàng và Quản lý tài sản. Ngày 16 Tháng 1 năm 2006, Credit Suisse First Boston (CSFB), nay là Ngân hàng Đầu tư chia, quản lý tài sản Credit Suisse (CSAM), Credit Suisse và Ngân hàng tư nhân (CSPB), lại có thương hiệu bản thân, trở thành chung được gọi là Credit Suisse. di chuyển này được bắt đầu để tận dụng tốt hơn nguồn tài nguyên và khả năng của nhau để tạo ra một "Một Ngân hàng" thương hiệu và công sức.

### Credit Suisse

Credit Suisse trụ sở tại Zürich.

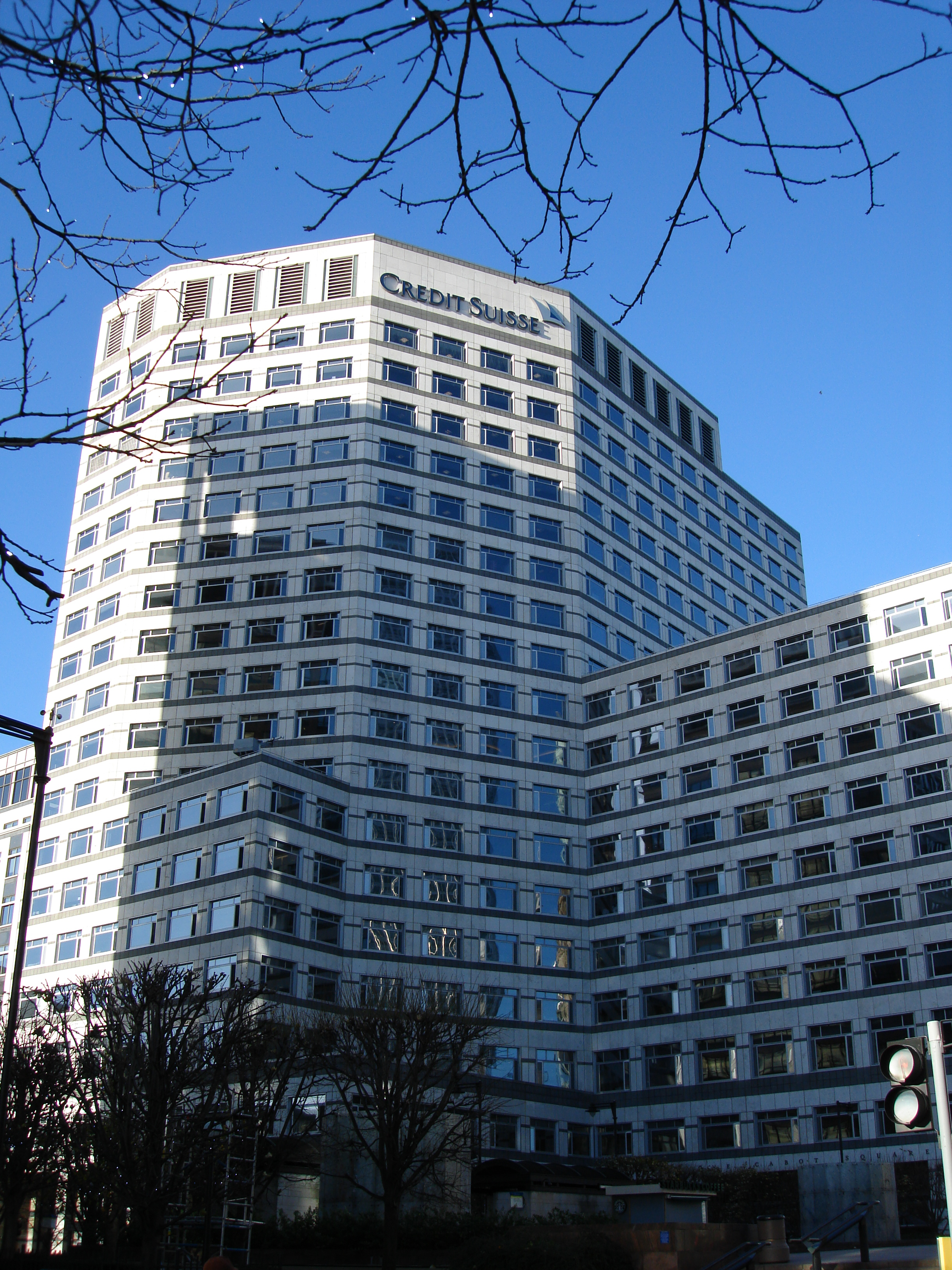
Credit Suisse công trình ở London

Các đơn vị kinh doanh Credit Suisse là nhà cung cấp của trên phạm vi rộng các dịch vụ tài chính ở châu Âu và các thị trường lựa chọn khác. Nó cung cấp sản phẩm đầu tư, ngân hàng tư nhân và các dịch vụ tư vấn tài chính cho các khách hàng tư nhân và doanh nghiệp. Credit Suisse được thành lập bởi Alfred Escher.
- Private Banking - Credit Suisse là một trong những tổ chức của ngân hàng tư nhân lớn nhất thế giới với chi nhánh tại Thụy Sĩ và thị trường quốc tế rất nhiều. Ngân hàng tư nhân chuyên cung cấp tư vấn đầu tư cá nhân và quản lý tài sản chuyên nghiệp cho các cá nhân giàu có.
- Ngân hàng thương mại - Trong Ngân hàng thương mại, tín dụng Suisse chiếm một vị trí hàng đầu trong thị trường Thụy Sĩ. Nó cung cấp một loạt các dịch vụ ngân hàng cho các khách hàng tư nhân và công ty ở Thụy Sĩ. Ngoài ra, nó cung cấp các dịch vụ ngân hàng trực tuyến.
- Tổ chức Tài chính - Tư vấn và giải pháp s cho các ngân hàng và tổ chức tài chính trên toàn thế giới.

### Credit Suisse, ngân hàng Đầu tư
Chủ yêu xuất phát từ Credit Suisse First Boston. Đây là hoạt động trong đầu tư ngân hàng, thị trường vốn và dịch vụ tài chính. Đó là một thành viên uy tín của bulge bracket của các công ty chứng khoán.
- Giao dich chứng khoán - Chứng khoán phục vụ nhu cầu rộng lớn của khách hàng tổ chức có chuyên môn trong chứng khoán, cố định thu nhập, Thủ tướng Chính phủ Dịch vụ và nghiên cứu. Ngân hàng Đầu tư phục vụ nhu cầu khách hàng doanh nghiệp thông qua Sáp nhập và Mua lại, Equity Các thị trường vốn, thị trường vốn nợ, tư nhân và các vị trí dịch vụ Tài chính thừa hưởng.

### Ngân hàng Credit Suisse tư nhân
Trong Private Banking ngành Credit Suisse cung cấp tư vấn và các sản phẩm đầu tư và dịch vụ cho cá nhân giàu có trên toàn cầu. Credit Suisse của quá trình tư vấn có cấu trúc bao gồm cả tài sản và quản lý trách nhiệm. Ngoài ra, Credit Suisse là nhà cung cấp các sản phẩm đầu tư thay thế. Sự giàu có giải pháp quản lý bao gồm lập kế hoạch thuế; lập kế hoạch lương hưu; các giải pháp bảo hiểm nhân thọ; sự giàu có và tư vấn thừa kế, tin cậy và cơ sở. Credit Suisse cung cấp nhiều nền tảng và khả năng thực hiện đặt phòng toàn cầu. Tại Thụy Sĩ, Credit Suisse cung cấp các sản phẩm ngân hàng và các dịch vụ cho khách hàng ngân hàng tư nhân cũng như doanh nghiệp và khách hàng bán lẻ.
Cho đến năm 2006 phân chia này được gọi là Ngân hàng Credit Suisse tư nhân hoặc CSPB.

### Quản lý tài sản
Trong kinh doanh quản lý tài sản của mình, Credit Suisse cung cấp các khoản đầu tư khác nhau, từ cổ phần, thu nhập cố định và các sản phẩm nhiều lớp tài sản, để đầu tư thay thế như bất động sản, các quỹ phòng hộ, vốn chủ sở hữu tư nhân và quản lý bất ổn. Credit Suisse quản lý tài sản kinh doanh của quản lý danh mục đầu tư, quỹ tương hỗ, và các phương tiện đầu tư khác cho một dải rộng các khách hàng khác nhau, từ các chính phủ, các tổ chức và tập đoàn cho các cá nhân riêng tư. Với văn phòng tại 18 quốc gia, Credit Suisse của tài sản quản lý kinh doanh được điều hành như là một mạng lưới toàn cầu tích hợp. Credit Suisse rủi ro tín dụng sử dụng các phương pháp dưới cánh tay + sản phẩm tài chính của họ, để ước lượng dự kiến sẽ phân phối và tổn thất phát sinh do các công ty. Họ cũng giúp các ngân hàng để tính toán dự trữ vốn cần thiết để đệm tín dụng againist / mặc định rủi ro.

## Dịch vụ chia sẻ
Trong Shared Services, Credit Suisse cung cấp dịch vụ để hỗ trợ các đơn vị, trong khi cải thiện điều khiển độc lập. Các dịch vụ chia sẻ đơn vị bao gồm CFO, COO, CRO, Tổng Cố vấn, và bộ phận IT.
Winterthur được divested từ Credit Suisse, ngày 14 Tháng 6 năm 2006. AXA mua lại công ty bảo hiểm hàng đầu Thụy Sĩ Credit Suisse Group từ khoảng € 8000000000. [
Các CIO của Credit Suisse là Karl Landert, đặt tại Zurich, Thụy Sĩ

## Tài trợ
Credit Suisse là một trong những Thụy Sĩ tài trợ của F1 đội Sauber 'giữa 2006 và 2009
Credit Suisse là nhà tài trợ của các Thụy Sĩ đội tuyển bóng đá quốc gia và Roger Federer.

## Lịch sử
<- Hình ảnh với lý do không đủ gỡ bỏ: 
 -> 

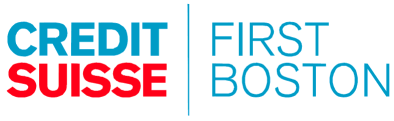
Historical Credit Suisse First Boston logo được sử dụng trong những năm 1990 thông qua các thương hiệu riêng trong năm 2006

- Năm 1856 - Credit Suisse được thành lập
- 1905 - chi nhánh đầu tiên (ở Basel)
- 1940 - chi nhánh đầu tiên bên ngoài Thụy Sĩ (ở New York)
- Năm 1978 - Khởi đầu hoạt động hợp tác với The First Boston Tổng công ty
- Năm 1988 - Kiểm soát các cổ phần trong The First Boston Tổng công ty, được đổi tên thành CS First Boston
- Năm 1989 - CS Holding trở thành công ty mẹ của Tập đoàn
- Năm 1990 - Mua lại Ngân hàng Leu
- Năm 1993 - Mua lại Thụy Sĩ Volksbank
- Năm 1994 - chiến lược liên minh với Thụy Sĩ Re
- Năm 1995 - chiến lược liên minh với Winterthur Group
- Năm 1996 - CS Holding trở thành Credit Suisse Group, kinh doanh ngân hàng đầu tư đặt tên là Credit Suisse First Boston (CSFB)
- Năm 1997 - Sáp nhập với Winterthur Group
- Năm 2000 - Mua lại Donaldson , Lufkin & Jenrette (DLJ)
- Năm 2001 - Tài trợ cho các Sauber Petronas Công thức Một đội
- Năm 2002 - tinh giản cơ cấu tổ chức của Tập đoàn thành hai đơn vị kinh doanh: Dịch vụ tài chính Credit Suisse và Credit Suisse First Boston
- Năm 2004 - Tập trung cơ cấu tổ chức của Tập đoàn trên ba đơn vị sự nghiệp: Credit Suisse, Credit Suisse First Boston và Winterthur
- Năm 2006 - Credit Suisse trải qua một sự thay đổi thương hiệu riêng và cơ cấu với mô hình "" Một trong những Ngân hàng. Nó divests Winterthur để AXA và vừa được tổ chức lại Ngân hàng đầu tư thay thế CSFB cũ. Các liên kết First Boston là nghỉ hưu.
- Năm 2008 - Credit Suisse đình chỉ một số thương nhân của nó trong kết nối với các overvaluation tài sản của $ 2850000000. tín dụng Suisse viết xuống $ 2.85B Lưu trữ ngày 22 tháng 10 năm 2008 tại Wayback Machine

### Hợp nhất & Mua lại
CSFB Mỹ là một chi nhánh của Credit Suisse First Boston Inc, là, lần lượt, một chi nhánh thuộc sở hữu của CS. CS là một chi nhánh hoàn toàn thuộc sở hữu của CSG. CSFB Mỹ đã được tạo ra thông qua việc sáp nhập với DLJ, được hoàn tất vào ngày 3 tháng 11 năm 2000. CSFB LLC, CSFB của chính 
Mỹ đăng ký đại lý môi giới-công ty con, đã trở thành một chi nhánh của DLJ, và DLJ đổi tên thành CSFB Mỹ.
Trước khi sáp nhập DLJ, các Credit Suisse Group (CS) mua First Boston vào năm 1988 tạo ra CS First Boston. tình trạng lồi khung của công ty đến sau khi sáp nhập với Donaldson, Lufkin & Jenrette (DLJ).

## Phê phán
- Trong một bài báo được xuất bản bởi Reuters vào ngày 23 tháng 2 năm 2008, Brazil công tố viên Karen Kahn thông báo rằng một số nhân viên của Credit Suisse cũng như những người khác từ UBS, Clariden Leu và AIG đã được điều tra do chính quyền liên bang.[4] Trong năm 2007, công an đã bắt 20 người, kể cả ngân hàng tại UBS,. Credit Suisse Clariden đơn vị Ngân hàng tư nhân và AIG sau khi phát hiện ra các hoạt động bất hợp pháp bao gồm rửa tiền, trốn thuế, gian lận và hoạt động ngân hàng mà không có một ngân hàng giấy phép. [[5] Trong khóa học của Thụy Sĩ'hoạt động trong năm 2008, Christian Peter Weiss và 13 nhân viên khác của Credit Suisse đã bị bắt giữ ở Rio de Janeiro để giúp hoạt động một chương trình chuyển tiền bất hợp pháp.
- The New York Times báo cáo vào ngày 16 Tháng 12 năm 2009, rằng Manhattan District Attorney Robert Morganthau, Sở Tư pháp và dự trữ liên bang đã đạt đến một thỏa thuận với Credit Suisse, trong đó Credit Suisse bị phạt $ 536.000.000. Credit Suisse giải quyết trên chi phí mà nó xử phạt vi phạm quy định giao dịch tài chính với Iran. Những chi phí bao gồm "tước", việc thực hành nhận dạng và loại bỏ nguồn gốc của quỹ được sử dụng trong giao dịch. Credit Suisse nhân viên bị tước nhận dạng của các ngân hàng Iran cho phép các quỹ được chuyển giao cho Tổ chức Năng lượng nguyên tử của Iran và các Aerospace Industries tổ chức, đơn vị tương ứng liên quan đến việc sản xuất vũ khí hạt nhân và tên lửa tầm xa. Credit Suisse tư vấn các ngân hàng Iran như Ngân hàng Melli và Ngân hàng Saderat về phương pháp để che giấu danh tính của họ và gửi hơn một tỷ USD thông qua các ngân hàng New York.

## Tin nhanh
((Đố | date = tháng hai 2008)) 
- Frank Quattrone là kho từ Deutsche Bank và giúp CS nhảy lên đầu các công nghệ và Internet bảng giải đấu tư vấn trong cuối thập niên 90. Ông này sau đó bị bắt trong một vụ kiện liên quan đến việc xóa dữ liệu bất hợp pháp liên quan đến những giao dịch Sáp nhập và Mua lại và sau đó bị sa thải của công ty. Quattrone cuối cùng đã được giải phóng vào năm 2006 sau khi đạt tới một thỏa thuận với công tố viên khi lên kế hoạch tái thẩm của ông cuối cùng sụp đổ ((. Citation cần thiết | date = tháng 2 năm 2009))
- CS được xếp hạng # 2 trong tổng khối lượng của phát hành trái phiếu cao sản và # một trong các giao dịch có năng suất cao trong năm 2004 (chủ yếu là với đội ngũ có năng suất cao thu được thông qua việc sáp nhập DLJ), nó cũng đã tổ chức # 3 vị trí trong IPO toàn cầu bảo lãnh phát hành trong năm 2004 ((. Citation cần thiết | ngày = Tháng 2 năm 2009))
- CS được trao giải Ngân hàng Đầu tư nước ngoài hay nhất tại Indonesia trong năm 2005 ((. Citation cần thiết | date = tháng 2 năm 2009))
- Credit Suisse First Boston (CSFB) và Morgan Stanley đã được bảo lãnh chính của năm 2004 Google IPO [6]
- First Boston cùng với Salomon Brothers đã được những người sáng tạo ban đầu của các thế chấp collateralized nghĩa vụ, được phát minh vào tháng 6 năm 1983. Cùng với trái phiếu junk, CMO được coi là một trong những sáng kiến tài chính quan trọng nhất của thập niên 1980. Những chứng khoán, rộng rãi hơn được gọi là chứng khoán thế chấp, là chất xúc tác chính cho cuộc khủng hoảng tín dụng bắt đầu từ năm 2007 khi các nguyên tắc cơ bản của các khoản thế chấp bắt đầu suy yếu cơ bản ((. Citation cần thiết | date = tháng 2 năm 2009))
- Công ty của High Yield / Distress Thương mại bàn luôn được xếp vào nhóm tốt nhất trên Wall Street cho cả trái phiếu và nợ ngân hàng. Sở Tài chính phân chia thừa hưởng sức mạnh bắt nguồn từ việc mua lại của DLJ ((trích dẫn cần thiết | date = tháng 2 năm 2009))
- Austin Healey các cựu cầu thủ bóng đá Anh bầu dục, người chơi như là một tiện ích lại cho Leicester Tigers, và đã đại diện Anh và Sư tử Anh hiện đang làm việc cho Credit Suisse ((. Citation cần thiết | date = tháng 2 năm 2009))
- Sir John Major của cựu Thủ tướng Anh hoạt động như một cố vấn cho công ty ((trích dẫn cần thiết | date = tháng 2 năm 2009))
- Sau khi sáp nhập với DLJ, CSFB dẫn đầu bảng M & A League trong số những giao dịch from 2000-2002 [7]
- Credit Suisse đã được công nhận là "Ngân hàng đầu tư toàn cầu của năm" trong hàng năm The Banker của tạp chí Global Investment Banking Giải thưởng được công bố trong ấn bản tháng 10 năm 2007 [8]. Credit Suisse cũng đã giành ba giải thưởng uy tín nhà, bao gồm cả thừa hưởng nhất Tài chính Nhà [9], cao nhất Yield Bond House [10] và mui nhất http://www.thebanker%5B%5D House [11].

### Đối thủ cạnh tranh chính
- ABN AMRO
- Bank of America
- Barclays
- BNP Paribas
- Citigroup
- Deutsche Bank
- Fifth Third Bank
- Dresdner Kleinwort
- Goldman Sachs
- HSBC
- JPMorgan Chase
- Lazard
- Ngân hàng Macquarie
- Morgan Stanley
- N M Rothschild & Sons
- Thị trường vốn RBC
- Société Générale
- UBS AG

## Liên kết
- Website chính thức